# エデンブリッジ (バンド)

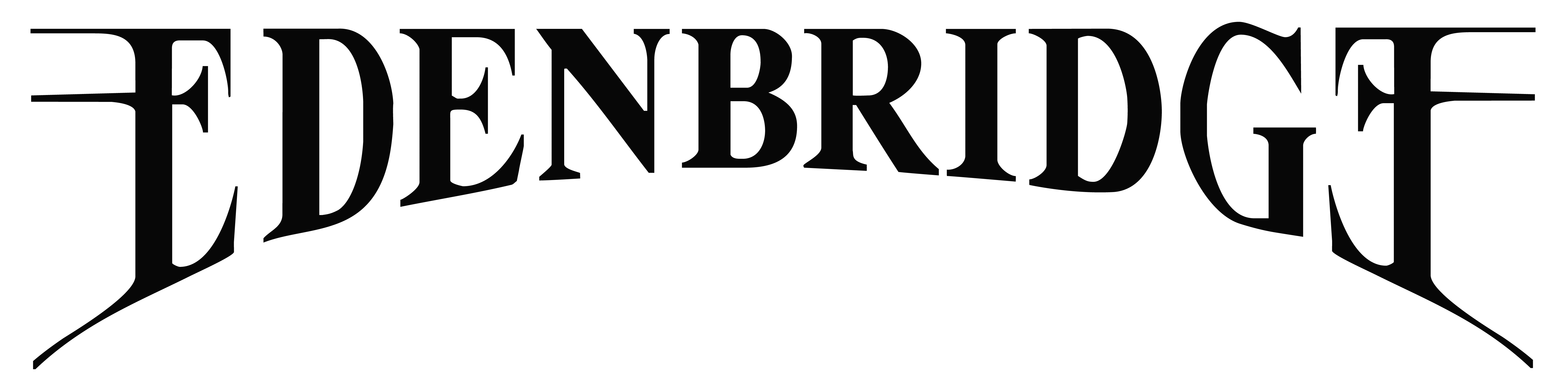
バンドのロゴ

エデンブリッジ (Edenbridge)は、オーストリアのシンフォニックメタル・バンド。
1998年、ソロ活動をしていたランヴァル(G/Key)により結成。オリエンタルな要素を持つシンフォニックなサウンド、サビーネ・エデルスバッカーの浮遊感漂う独特な女声ボーカルなどが特徴。

## ラインナップ

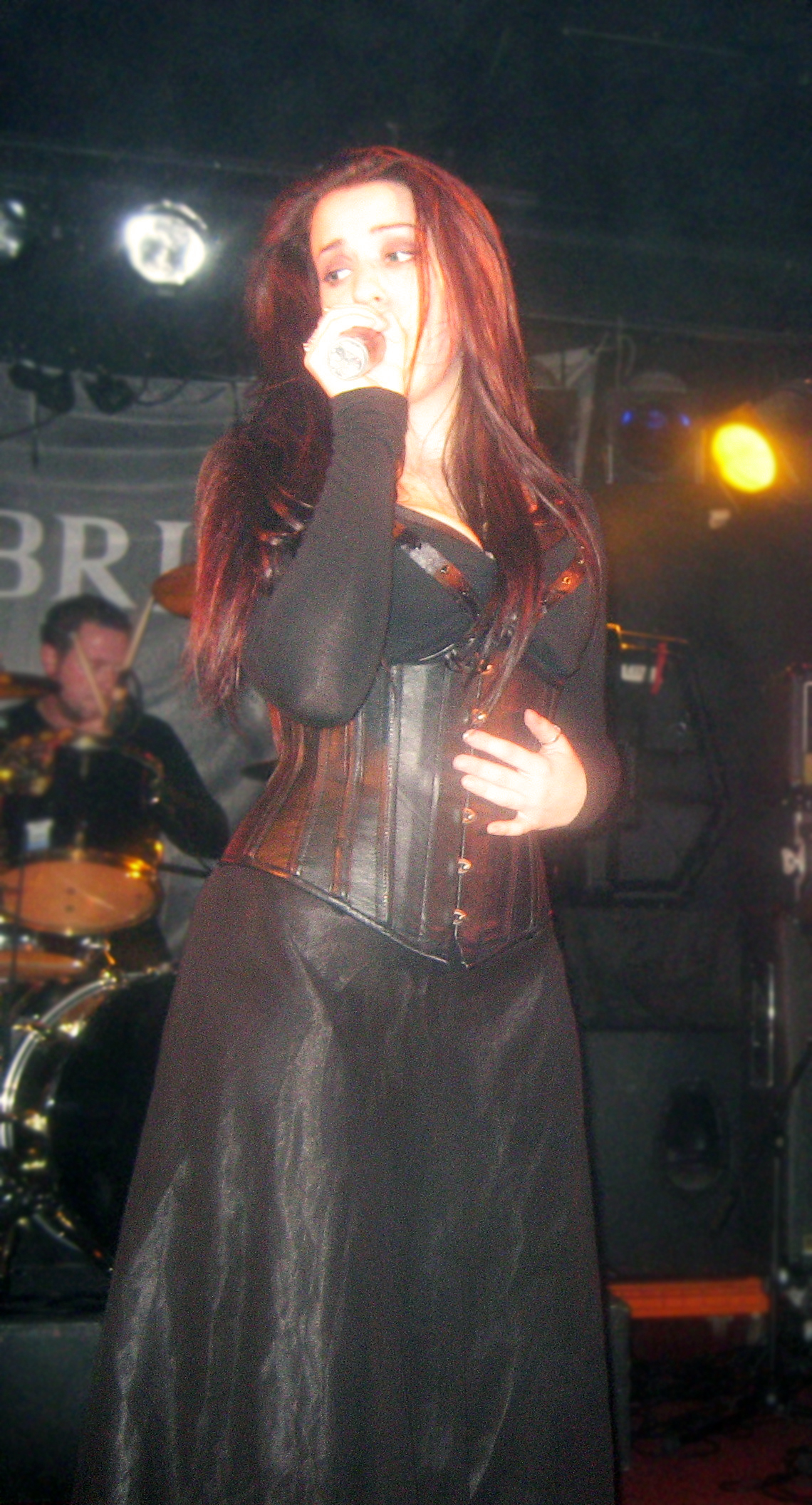
サビーネ・エデルスバッハー(Vo) (2006年)

### 現メンバー
- サビーネ・エデルスバッカー (Sabine Edelsbacher) - ボーカル (1998- )
- アルネ・ランヴァル・ストックハマー (Arne "Lanvall" Stockhammer) - ギター/キーボード (1998- )
- ドミニク・ゼバスティアン - (Dominik Sebastian) - ギター (2008- )
サードムーンでも活動。
- シュテファン・ギンプ (Stefan Gimpl) - ベース (2017- )
クリスタリオンでも活動。
- ヨハネス・ユングライトメイアー (Johannes Jungreithmeier) - ドラムス (2016- )
サードムーンでも活動。

### 旧メンバー
- ゲルオク・エデルマン (Georg Edelmann) - ギター (2000-2001)
- アンドレアス・アイブラー (Andreas Eibler) - ギター (2000-2004)
- マルティン・マイヤー (Martin Mayr) - ギター (2005-2006)
- ローベルト・シェーンライトナー (Robert Schönleitner) - ギター (2006-2008)
- クルト・ベドナルスキー (Kurt Bednarsky) - ベース (1998-2002)
- フランク・ヴィンディヒ (Frank Bindig) - ベース (2004-2008)
- ジモン・ホルツクネヒト (Simon Holzknecht) - ベース (2009-2010)
- ヴォルフガング・ロトバウアー - (Wolfgang Rothbauer) - ベース (2013-2017)
サードムーン、ディスビリーフでも活動。
- ローランド・ナヴラティル (Roland Navratil) - ドラムス (1998-2007)
アトロシティ、リーヴス・アイズでも活動。
- ゼバスティアン・ランサー (Sebastian Lanser) - ドラムス (2007-2008)
オブスキュラでも活動。
- マックス・ポイントナー (Max Pointner) - ドラムス (2008-2016)

## ディスコグラフィ
アルバム
- サンライズ・イン・エデン Sunrise in Eden (2000年)
- アルカナ Arcana (2001年)
- アフェリオン Aphelion (2002年)
- ライブタイム・イン・エデンA Livetime In Eden (2004年・ライブアルバム)
- シャイン Shine (2004年)
- ザ・グランド・デザイン The Grand Design (2006年)
- クロニクルズ・オブ・エデン The Chronicles Of Eden (2007年・コンピレーション)
- MyEarthDream  (2008年)
- LiveEarthDream (2009年・ライブアルバム)
- Solitaire (2010年)
- The Bonding (2013年)
- The Great Momentum (2017年)
- Dynamind (2019年)